# Huanbei
Huanbei (洹北; Huánběi) eller Huanbei Shangstad (洹北商城; Huánběi Shāngchéng) är ruinerna efter en forna kinesisk stad från Shangdynastin (1600–1046 f.Kr.) i dagens Anyang i Henan. Huanbei ligger i norra delen av Anyang, norr om Huanfloden, delvis överlappande Anyang Airport, direkt nordost om utgrävningsplatsen Yinxu (som var Shangdynastins sista huvudstad).
Huanbei är den största staden som har hittats från Shangdynastin och var sannolikt en av dynastins många huvudstäder, och var ett centrum för bronsgjutning. Sannolik datering av Huanbeis blomstringsperiod är från mitten av 1300-talet f.Kr. fram till ca 1300 f.Kr. Huanbei är tillsammans med Yinxu sedan 2006 listade som kulturellt världsarv av Unesco.

## Fynden
De första fynden av artefakter vid Huanbei gjordes på 1960-talet, men det var först 1999 som ruinerna efter en mur av packad jord upptäcktes nära Anyang Airports östra landningsbana, och snart var alla fyra sidorna av en stadsmur hittade. Det muromslutna området mäter 2 150 m i öst- västlig riktning och 2 200 m i nord- sydlig riktning. 2001 hittade ett 173 gånger 91,5 m stort palatsområde (F1) vid flygplatsens västra avgränsning. En öppen gård är omsluten av upphöjda plattformar. På den norra plattformen fanns nio kammare på en rad, och på södra sidan av byggnaden är ingången. Även en hel del mindre byggnader hittade snart och 2002 hittades ytterligare ett 92 gånger 68,5 m stort palatsområde (F2) just norr om F1. Både F1 och F2 tros vara myndighetsbyggnader eller rituella byggnader. Minst 60 byggnader har hittills hittats, och bara en liten del av stadens yta är utgrävd. Stadens murar, byggnader och gator är orienterade i ett vinkelrätt rutmönster som lutar 13 grader mot nord- sydaxeln.
F1 är den största byggnad som har hittats från Shangdynastin, och Huanbei är den största staden från epoken.
Under 2015 och 2016 grävdes ett område ut norr om palatsområdet 500 m söder om norra stadsmuren där grunden till flera byggnader, gravar och vägar grävdes ut. Intressantast var fynden från en bronsgjutningsverkstad och en benverktygsverkstad som var placerade tätt tillsammans likt motsvarnde utgrävningar vid Yinxu. Utgrävningarna tyder på att Huangbei var Shangdynastins centrum för bronsgjutning under Mellersta Shangperioden, efter Zhengzhou Shangstad men innan Yinxu.

## Datering
Vid utgrävningar av grunden till stadsmuren har artefakter såsom djurskellett och keramikskärvor daterade från Longshankulturen och från Mellersta Shangdynastin (ca 1450–1250 f.Kr.) hittats, vilket indikerar att stadsmuren byggdes under Mellersta Shangdynastin. Analyser av resterna av stadsmuren tyder på att muren inte färdigställdes innan staden övergavs. Det finns spår som tyder på att staden brändes ner i samband med att den övergavs.
Inom området finns även spår av senare dynastier. Det har t.ex. hittats diken och gropar med aska från De stridande staterna, och vägar och gravar från Sui-/Tangdynastin och från Ming-/Qingdynastin.
Stor del av fynden på området är från Fas II av Mellersta Shangperioden, och en del fynd är daterade till Fas III. Fynden är från en äldre period än närliggande Yinxu. Sannolikt övergas området under Fas III. Palatsen har sannolikt inte uppförts innan Fas II. Troligtvis kan Huanbei placeras i tiden någonstans under 1300-talet f.Kr. och definitivt innan tiden för kung Wu Ding (r. 1250– 1192 f.Kr). Sannolik datering är intervallet från att kung He Dan Jia flyttade till Xiang (相) (mitten på 1300-talet f.Kr.) och till att kung Pan Geng flyttade till Yin (殷) (ca 1300 f.Kr.)

## Identifiering
Huanbei är inte identifierad med sitt historiska namn, men flera källor tyder på det är Xiang (相). Det finns även teorier om att Huanbei skulle vara Yin (殷), men mycket tyder på att Huanbei är lite äldre.